# Cariomothis poeciloptera
Cariomothis poeciloptera is een vlindersoort uit de familie van de prachtvlinders (Riodinidae), onderfamilie Riodininae.
Cariomothis poeciloptera werd in 1878 beschreven door Godman & Salvin.